# Marietta Shaguinián
Marietta Serguéievna Shaguinián (en ruso: Мариэ́тта Серге́евна Шагиня́н; en armenio: Մարիետա Սերգեյի Շահինյան) fue una escritora y activista soviética de ascendencia armenia. Fue una de las "compañeras de viaje" de la década de 1920 del grupo Hermanos de Serapión (Germans Serapion) y se convirtió en una de las escritoras comunistas más prolíficas que experimentaron en la ficción satírica-fantástica.

## Biografía
En febrero de 1912, escribió al compositor Serguéi Rajmáninov, firmándose a sí misma "Dee". Esta fue la primera de muchas cartas escritas entre ellos en los siguientes 5 años, muchas citadas en Bertensson y Leyda. Más tarde, en 1912, Rajmáninov le pidió que sugiriera poemas que él podría poner como canciones. Muchas de sus sugerencias aparecieron en su Op. 34 de ese año. El primer grupo, del poema de Pushkin "La musa" de 1828, se la dedicó a ella. En 1913, le dedicó su primer conjunto de poemas publicados, "Orientalia". Rajmáninov abandonó Rusia en 1917, para nunca volver, y su correspondencia cesó en ese punto.
Shaguinián es autora de las novelas Miss Mend: Yankees in Petrograd (1923), Three Looms (1929) y Hydrocentral (1930–31), por lo que fue criticada por críticos literarios soviéticos que encontraron que su ficción innovadora era "decadente" y "burguesa". Se vio obligada a dejar de escribir en este género y recurrió a la redacción de ensayos. Por sus novelas sobre la vida y actividades de Lenin fue galardonada con el Premio Lenin en 1972. Pasó gran parte de su tiempo en Koktebel, Crimea, donde había comprado una casa de verano para su familia. La élite bohemia rusa se reunió en Koktebel cada verano y permaneció allí hasta septiembre, pasando tiempo en la casa Voloshin. 
La hija de Marietta, Mirelle Shaguinián, era pintora y estaba casada con Víktor Tsigal, un pintor y escultor ruso. Su hijo Serguéi Tsigal es artista en Moscú. Su esposa Liubov Polischuk fue una de las actrices más famosas de Rusia. La hija de Serguéi, Marietta Tsigal, siguió los pasos de su madre en la actuación. Fue nombrada en honor a su bisabuela. Marietta Shaguinián tiene dos bisnietos Anastasia Shaguinián y su hermano Andréi. 
El planeta menor 2144 Marietta descubierto en 1975 por la astrónoma soviética Liudmila Chernyj lleva su nombre en su honor.

## Libros
- Mess-Mend: Yankees en Petrogrado. Trans. Samuel Cioran. Ann Arbor: Ardis, 1991.
- Lori Len Metallist [Laurie Lane, Metalworker]. Moscú: Gos-Izd, 1924.
- Doroga v Bagdad [El camino a Bagdad]. San Petersburgo, 1925.
- Gidrotsentral [HydroCentral]. Leningrado, 1929.
- Armiánskaya literatura i iskusstvo [Literatura y arte de Armenia]. Ereván, 1961.
- Tarás Shevchenko. Moscú, 1964.